# Sozań (przystanek kolejowy)
Sozań (ukr. Созань, ros. Созань) – przystanek kolejowy w miejscowości Baczyna, w rejonie samborskim, w obwodzie lwowskim, na Ukrainie. Nazwa pochodzi od pobliskiej wsi Sozań.
Przystanek istniał przed II wojną światową. Nosił wówczas tę samą nazwę.